# 1981 en informatique
1980  en informatique - 1981 - 1982 en informatique
Cet article traite de l'année 1981 dans le domaine de l'informatique.

## Événements
- 12 août IBM met en vente l'ordinateur personnel IBM PC.
- Apparition du premier ordinateur portable : l'Osborne 1
- Xerox Corporation produit l'ordinateur Star avec souris et fenêtrage.
- Commodore présente le VIC-20 équipé d'un processeur 6502A, avec une mémoire pouvant aller à 32 kilooctets.
- Création de la société Logitech